# Indira Rubie Andrewin
Indira Rubie Andrewin (Punta Gorda, Belice) es una actriz de cine y modelo beliceña, conocida por protagonizar la película de 2020, Selva trágica de la directora Yulene Olaizola.

## Biografía
Indira Andrewin nació en Gales Point, Belice, Centroamérica, una remota aldea de pescadores y agricultores afrodescendientes, sin electricidad. Su padre y su tío eran los maestros bateristas de Gales Point, de ahí que la primera pasión de Indira fuera la danza. Dejó el pueblo para continuar su educación, pero regresa habitualmente a visitar a sus parientes. Fundó una empresa de productos naturales para el cuerpo, y se convirtió en el "Rostro de la Moda" para la primera Semana de la moda en Belice. En 2019 viajó a Kenia, en donde ingresó a Yoga Heart Kenia y estudió en el Delight Tailoring Fashion & Design School.
El inicio de Andrewin en la industria del cine se produjo en 2018 cuando la directora mexicana Yulene Olaizola lanzó una convocatoria para Selva Trágica (2020). Indira fue elegida para el papel principal, Agnes. La película se estrenó en el Festival de cine de Venecia 2020, donde estuvo nominada al Premio a la Mejor Actriz por Selva Trágica. La cinta llegaría a diferentes cines a nivel mundial, así como a la plataforma Netflix.

## Filmografía
- Selva trágica (2020) como Agnes.
- Let Us Make Eve (2023) como Nadine.